# Gutshaus Bagow
Das Gutshaus Bagow (auch Festes Haus Bagow) befindet sich im Ortsteil Bagow der Gemeinde Päwesin am Ufer des Beetzsees. Es ist ein unter Denkmalschutz stehendes Herrenhaus, welches im Stil der Renaissance erbaut und um einen barocken Anbau erweitert wurde. Das Gutshaus gehörte zum Rittergut Bagow, welches zeitweilig sogar aus zwei Rittergütern am Ort bestand. Es befindet sich in der heutigen Adresse Dorfstraße 35–37. Zur denkmalgeschützten Gutsanlage gehört neben dem Festen Haus, ein Pächterhaus, ein Wasch- und Plätthaus, die Remise, mehrere Stallgebäude und Scheunen, zwei Wohnhäuser für Bedienstete und der Gutspark.

## Geschichte

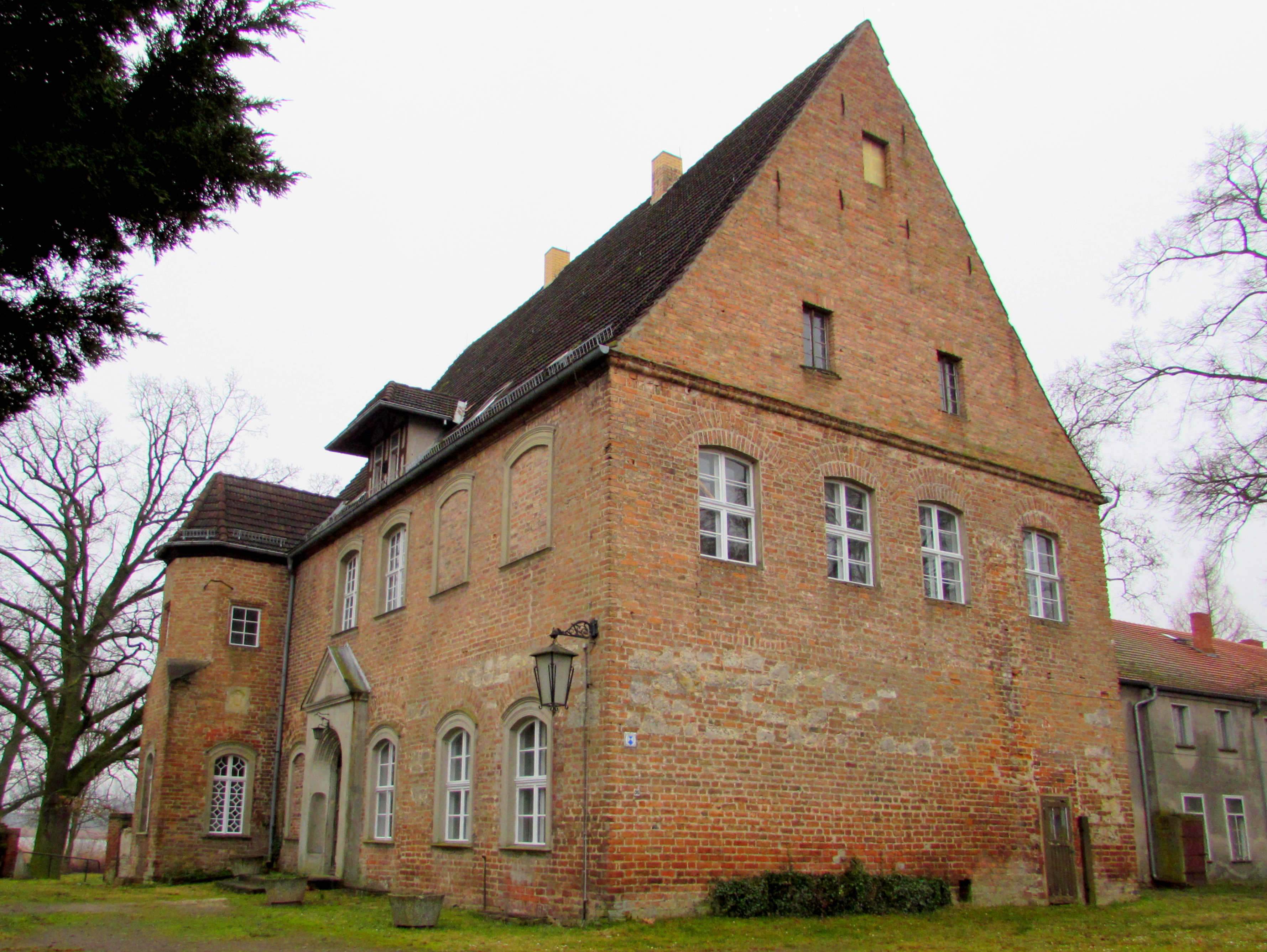
Das Feste Haus von Norden

Erbaut wurde das Gutshaus 1545 von Albrecht von Schlieben. Dieser erhielt das Gut bereits 1526 als Lehen. Ein Relief aus Sandstein im Erdgeschoss erinnert an ihn. Bis zum Ende des Dreißigjährigen Krieges (1648) blieb das Gut im Besitz der Familie. In den darauf folgenden Jahrzehnten kam es für kurze Zeit erst an die Familie von Katte und dann in den Besitz der Familie von Stechow. 1693/1698 wurde die Familie von Graevenitz Besitzer des Gutes Bagow.
Die Familie von Graevenitz führte im 18. Jahrhundert umfangreiche Umbauten durch und erweiterte das Gutshaus um einen barocken Seitenflügel. Bis 1772 bleiben die von Graevenitz Eigentümer des Gutes. Dann verkauften sie den Herrensitz Bagow an Otto Karl Friedrich von Ribbeck (1729–1800) aus dem Haus von Ribbeck, verheiratet mit Katharina von Hake-Groß Kreutz. Ihnen folgten der Sohn Hans Friedrich und der Enkel Karl von Ribbeck (1799–1882), alle Genannten waren auch Gutsherrn auf dem eigentlichen Hauptsitz Schloss Ribbeck. Das im Jahre 1879 erstmals amtlich publizierte Generaladressbuch der brandenburgischen Rittergutsbesitzer vermeldet für das Rittergut Bagow 805 ha. Den größten Anteil stellte der Waldbestand mit 433 ha. Zum Gut gehörte auch eine Ziegelei. Pächter war damals der Ober-Amtmann Meinshausen. Nach Gründung des Kaiserreichs lebten im Gutsbezirk Bagow 32 Familien, auf dem dazugehörigen Vorwerk Vogelsang 23 Familien. Die letzte Datenlage seitens der Besitzesgröße vom Rittergut Bagow ist zugleich die schwierigste Phase von Industrie sowie Land- und Forstwirtschaft überhaupt und stammt aus 1929/1930. Das Gut Bagow hatte 815 ha, genutzt von Pächter Harms, Verwalter ist der Förster Wagenitz.
Die Familie von Ribbeck hielt das Gut bis zum Jahr 1944. In diesem Jahr stellten es die Nazis unter Zwangsverwaltung, nachdem Hans Georg Karl Anton von Ribbeck aufgrund politischer Hintergründe in das Konzentrationslager Sachsenhausen verbracht und dort im Februar 1945 ermordet wurde. Am 28. April 1945 übernachteten etwa 100 befreite Häftlinge aus dem Zuchthaus Brandenburg im Gutshaus und im Zuge der Bodenreform in der Sowjetischen Besatzungszone wurden das gesamte Gut mit allen seinen Ländereien (815 Hektar) und Immobilien am 9. Oktober 1945 enteignet. Das Land wurde unter landloser und landarmer Bevölkerung aufgeteilt.
Das Herrenhaus wurde zunächst als Wohnhaus für Umsiedler genutzt. Später, ab 1946 bis 1963 wurde es zum zentralen Schulhaus für die umliegenden Gemeinden. 1963 zog die Schule nach Roskow um. Weiterhin wurde das Gutshaus als Schulhort und als Ferienheim genutzt. 1975 errichtete man eine antifaschistische Gedenkstätte im Gebäude. Diese Gedenkstätte wurde 1991 wieder aufgelöst und für ein Jahr wurde das Gebäude als Jugendbegegnungsstätte genutzt. Da aufgrund des Zwei-plus-Vier-Vertrags eine Rückgabe während der sowjetischen Besatzungszeit enteigneten Besitzes ausgeschlossen war, kaufte die Familie von Ribbeck das Gutshaus Bagow und zugehörige Gebäude und Grundstücke 1997 wieder zurück. In den folgenden Jahren setzte der 2007 verstorbene Hans-Georg von Ribbeck einzelne Gebäude wieder instand. Bis 2012 war die Gemeinde Pächter des Gutshauses und des Parks.

## Bauwerke

### Festes Haus und barocker Flügel

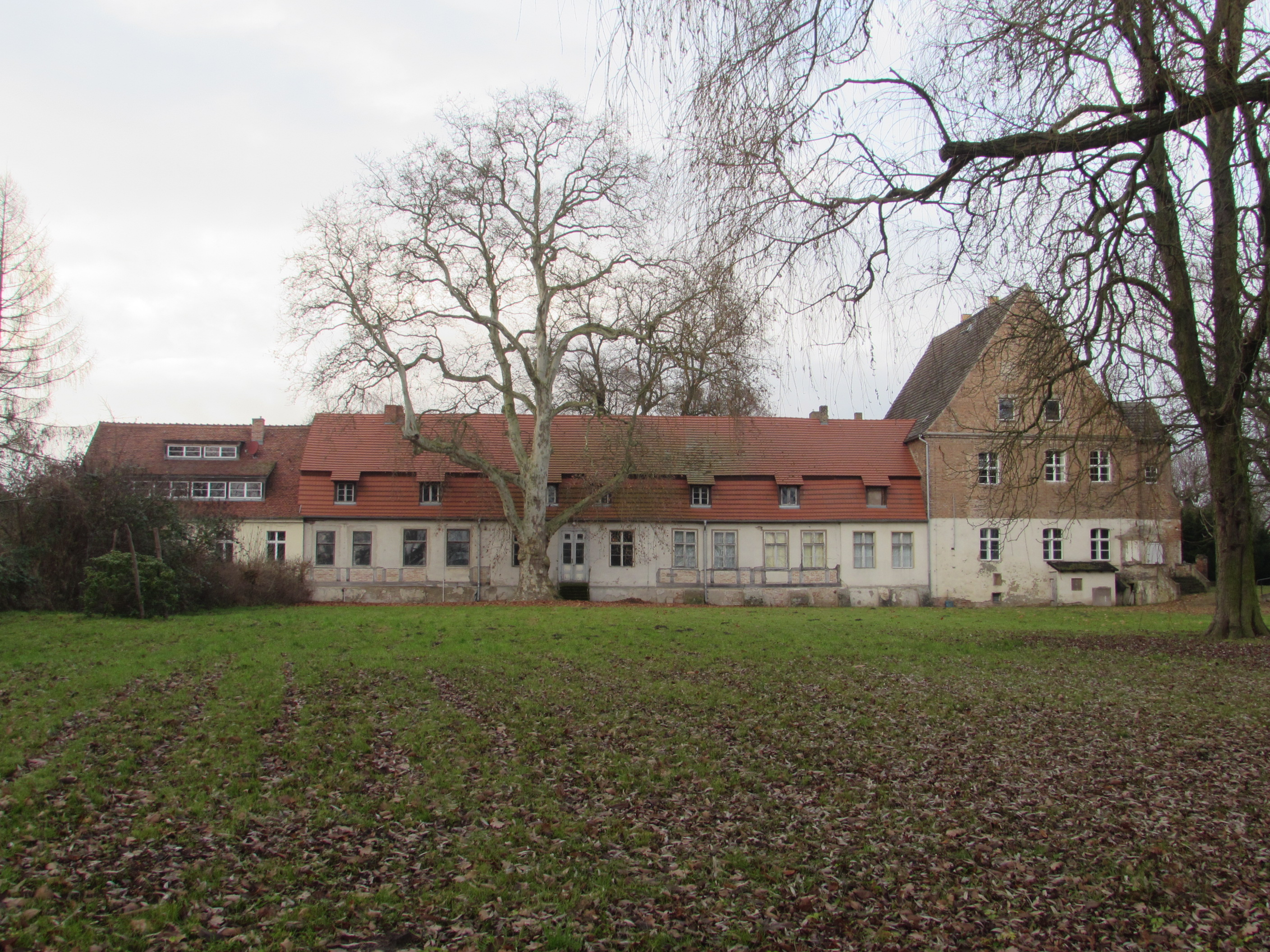
Park- bzw. Seeseite mit Festem Haus, barockem Querflügel und Nebengebäude

Das alte Herrenhaus besitzt zwei Stockwerke und ein ausgebautes Dachgeschoss. Nach Südwesten befindet sich am Hauptgebäude ein später angefügter langer, einstöckiger Queranbau, der eine Verbindung zu einem neuen Hausteil herstellte. Der alte Hauptbau ist weitgehend unverputzt. Lediglich nach Südwesten ist er im unteren Stockwerk auf Höhe des Querbaus weiß gestrichen verputzt. Das Mauerwerk besteht großteils aus Ziegelsteinen. Stellenweise wurden auch Feldsteine vermauert. Das vorspringende Hauptportal befindet sich in der nordöstlichen Außenwand. Es ist rundbogig. Der Bogen zeigt eine mehrfache Abstufung und seitlich finden sich Halbrundnischen. Die Verdachung ist spitzgieblig. Über dem Eingang befindet sich eine Laterne. Links neben dem Portal gibt es einen weit hervorspringenden Risalit beziehungsweise Anbau, der ein Treppenhaus beinhaltet haben soll. Dieser ist im unteren Geschoss rechteckig, im Obergeschoss weist er einen achteckigen Grundriss auf. Neben segmentbogigen Fenstern gibt es auf der Nordostseite auch einige Blendfenster in beiden Stockwerken. Die Fenster des Obergeschosses des risalitartigen Anbaus sind Rechteckfenster. Unterhalb des Rechteckfensters zum Portal befindet sich ein Wappenstein mit dem Hauswappen der Familie von Schlieben und der Jahreszahl 1545. Nach Nordwesten und Südosten hat der Hauptflügel Spitzgiebel. Der Übergang zum Giebel ist durch ein schlichtes Gesims markiert. Die Fenster im Giebel sind ebenfalls rechteckig. Das Dach ist ein Satteldach. Aus diesem springt das Dach des Risaliten vor. Dieses ist mehrseitig abgewalmt. Oberhalb des Portals befindet sich eine eigentümliche Dachgaube mit einem eigenen Walmdach.
An das Feste Haus schließt sich nach Südwesten der barocke Querbau an. Dieser ist verputzt. Zur Seeseite ist der Putz weiß gestrichen, zum Hof grau. Nach Südosten zum Beetzsee gibt es ein doppelflügliges Portal mit Freitreppe. Die Fenster sind ebenfalls Rechteckfenster. Im Mansarddach befinden sich mehrere Schleppgauben.
Die Kellerräume des Festen Hauses wurden als große und freie Tonnengewölbe gestaltet, während im unteren Geschoss zwei Zimmern Decken mit einem Sterngewölbe aufweisen. Diese Zimmer, es sind die Zimmer zur nordwestlichen, giebelseitigen Außenwand, sind durch profilierte Rundbogentüren miteinander und mit dem Flur verbunden. Über der Tür zwischen den beiden Räumen befindet sich ein Sandsteinrelief, das Albrecht von Schlieben darstellt. Im Anbau links neben dem Portal soll sich bis in das 18. Jahrhundert ein Treppenhaus befunden haben. Nach umfangreichen Umbaumaßnahmen wurde er zu einem Auslucht umfunktioniert, während das neue barocke Treppenhaus nach Südwesten, hinter das Portal verlegt wurde.

### Weitere Bauwerke

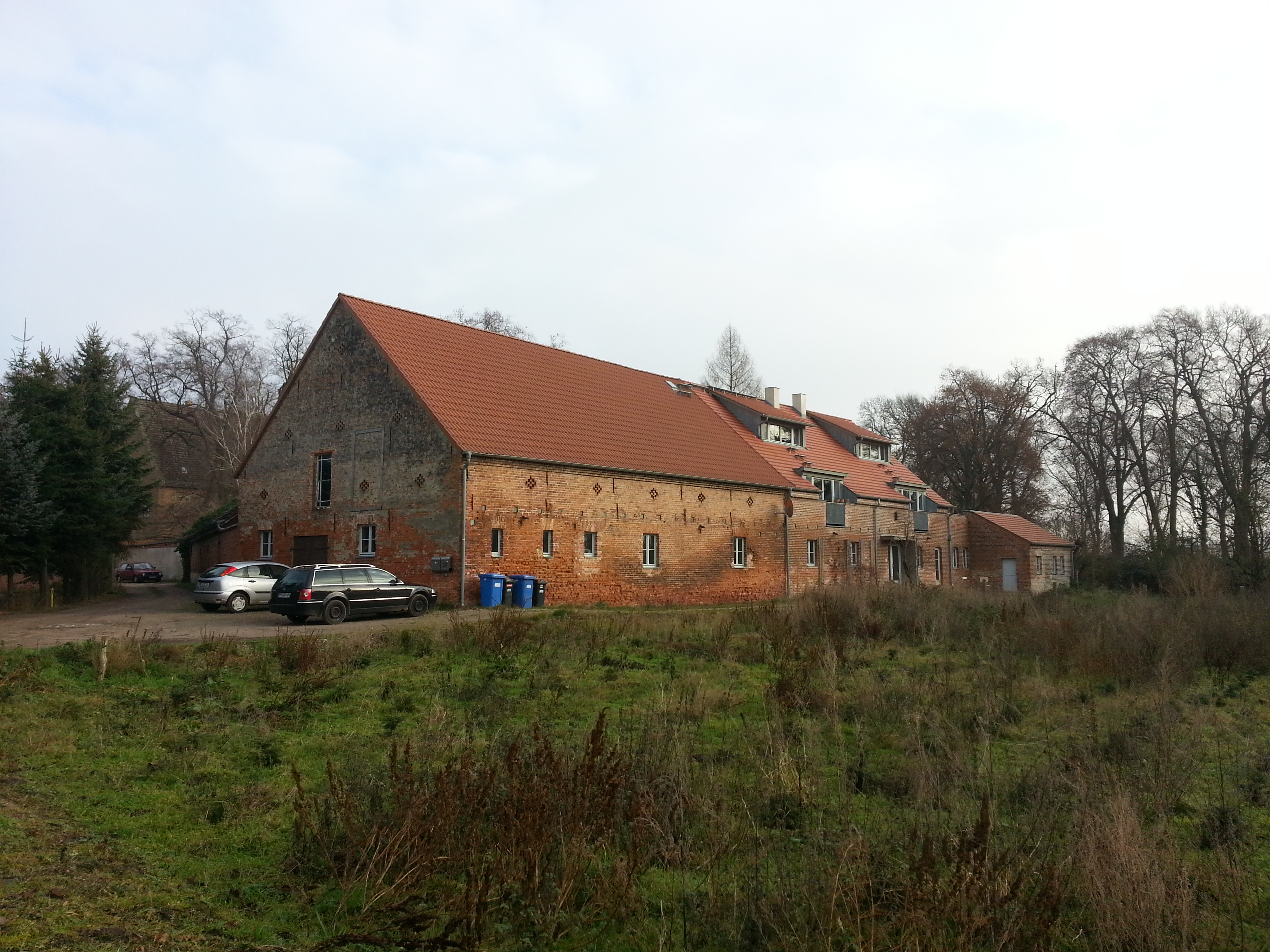
Zum Wohnhaus ausgebautes Stallgebäude des Gutes

Unter Denkmalschutz stehen neben dem Festen Haus weitere historische Gebäude. Unter anderem sind dies das Pächterhaus und Wohnhäuser für Bedienstete des Gutes. Denkmalgeschützte Wirtschaftsgebäude sind das Wasch- und Plätthaus, die Remise, der historische Pferdestall, der Schweine- und Kuhstall und die Gutsscheune. Ebenfalls ist die Mauer, die den Park zur Straße abtrennt, Teil des Baudenkmals. Nicht Teile dieses sind jedoch die nach 1945 errichteten Einbauten auf dem Gelände.

## Gutspark
Zum Ufer des Beetzsees erstreckt sich ein ausgedehnter Gutspark. Er wird in die Zeit des Barock datiert. Als im Gutshaus eine Schule untergebracht war, wurde er als Pausenhof und beispielsweise als Schulgarten oder Station junger Naturforscher und Techniker genutzt und gepflegt. In den Jahren 1973 bis 1991 wurde der Park als Touristikstation für Schulklassen und Ferienlager der Umgebung genutzt. Zu diesem Zweck wurden auch extra zwei Bungalows errichtet. Weiterhin wurde der Park für kulturelle Veranstaltungen genutzt.